# Vieux château de Mérindol
Le vieux château de Mérindol désigne les ruines d'une forteresse médiévale ayant existé à Mérindol en Vaucluse, région Provence-Alpes-Côte d'Azur, en France. Ses ruines et vestiges sont visibles sur un chemin pédestre à flanc de colline surplombant le village et la vallée de la Durance. 
Le site est inscrit à l'Inventaire supplémentaire des monuments historiques depuis 1997. 

## Histoire
L'histoire du château médiéval de Mérindol commence avec son village, au début du XIIIe siècle, lors de l'installation d'habitants et de la création de sa seigneurie. Le rapport archéologique de Christian Markiewicz indique:

« Les sondages effectués ont principalement et clairement révélé deux périodes d'activité que l'on peut situer dans le courant de la seconde moitié des XIIIe et XIVe siècles, grâce à un abondant mobilier constitué pour l'essentiel de céramique commune grise ou glaçurée, pour la première citée, de céramique glaçurée ou de faïence régionale à revêtement monochrome ou à décors verts et bruns, pour la seconde. L'occupation médiévale originelle est à attribuer cependant au début du XIIIe siècle, si l'on se réfère aux textes et aux caractères des constructions étudiées. »

Ce castrum est donc construit sur les contreforts méridionaux d'un mont du Luberon, dominant la vallée de la Durance. Des fouilles ont révélé le tracé d'une enceinte du XIIIe siècle, comprenant à l'intérieur plusieurs éléments : une chapelle, un donjon légèrement en retrait, un fortin, une courtine de 2 mètres de haut.
L'ensemble inclus originellement un « bourg castral » de quelques maisons. 
À sa création, le castrum appartient en fief à Guy, vicomte de Cavaillon et seigneur de Mérindol, lui-même vassal du comte de Toulouse Raymond VII.
Au XIVe siècle, le bourg castral compte une quarantaine de maisons. Un seigneur-évêque occupe le château et la chapelle castrale est alors utilisée comme église paroissiale.
Puis vient la grande épidémie de peste à partir du milieu du XVe siècle: le Luberon est ravagé et les habitants de Mérindol meurent. Dès 1448, le château est dans un état d'abandon et il n'y a plus de garnison.
En 1504, le nouveau seigneur-évêque signe un « acte d'habitation » avec 12 chefs de famille, représentant donc environ 40 à 50 habitants. Ils sont originaires des vallées des Alpes provençales et s'installent sur l'emplacement de l'ancien bourg castral. Cette nouvelle population appartient aux Vaudois du Luberon et pratique le culte de l'Église évangélique vaudoise. Comme les Cathares quelque trois cents ans plus tôt, ils seront persécutés par le pouvoir royal catholique qui y perçoit une influence culturelle et politique extérieure (notamment du Saint-Empire romain germanique).
En 1540, le bourg castral est prospère et la population s'élève entre 150 et 200 personnes. Si bien que de nouvelles habitations sont construites en plaine, au hameau « des Bastides ». Ce nouveau bourg voit naître la première mairie de toute la région (la « Maison Commune »).
En 1545 a lieu le « sac de Mérindol », événement tragique qui voit l'exécution de nombreux habitants sur ordre royal et le démantèlement de la forteresse par les troupes françaises, à la suite d'une enquête ordonnée par François Ier. Les « vaudois » restés sur place sont tués ou envoyés aux galères, les femmes sont violées et les biens confisqués. Seules quelques familles parviennent à s'enfuir et à gagner Genève. Le sac de Mérindol eut un retentissement européen, notamment auprès des princes protestants.
À la suite de cet épisode, l'ensemble (vieux castrum et nouveau village en plaine) est donné par François Ier au capitaine des galères Antoine de Cabassole du Réal; mais, profitant de son absence, la population restante s'empare de la place forte et décime la garnison.
Le village se repeuple rapidement par la suite, mais le château n'est pas reconstruit.
Un mémorial vaudois est inauguré en 1978 dans les ruines du château, à l’initiative de trois associations vaudoises d'Allemagne, d'Italie et de France. Il rappelle ceci : « Aux protestants de Provence, beaucoup sont morts d'être vaudois, d'une branche de l'église créée en 1170 par Valdès et rattachée à l'église réformée en 1532 ».

## Architecture
L'implantation d'origine est toujours visible à travers les pans de murs et les fondations. Il s'agit d'un plan typiquement provençal en trois pôles : donjon-chapelle-enceinte, que l'on peut retrouver dans la plupart des villages-castrum du Luberon notamment. 
L'enceinte complétait et prolongeait ainsi des pans rocheux abrupts, naturellement défensifs, et qui accentuaient davantage la symbolique dominante de la chapelle. Légèrement en retrait, on trouve la tour (donjon) du château, très arasée. Cette dernière fut bâtie sur l'arête d'un glacis rocheux aménagé sur une dizaine de mètres de longueur et dominant, sur le flanc oriental, des lices étroites limitées par une puissante ceinture où l'on peut imaginer une entrée. Cette organisation imposait un long parcours périphérique dans un espace restreint, avant d'arriver au château. Ce chemin d'accès menait à une poterne aménagée entre la chapelle et la tour et desservait chacun des accès.

## Visite
Le site est accessible librement, à pieds, depuis le village.
Il fait également partie d'un chemin touristique de randonnée: « Mérindol - Traces vaudoises », créé par les Parcs naturels régionaux de Provence-Alpes-Côte d'Azur.

## Galerie

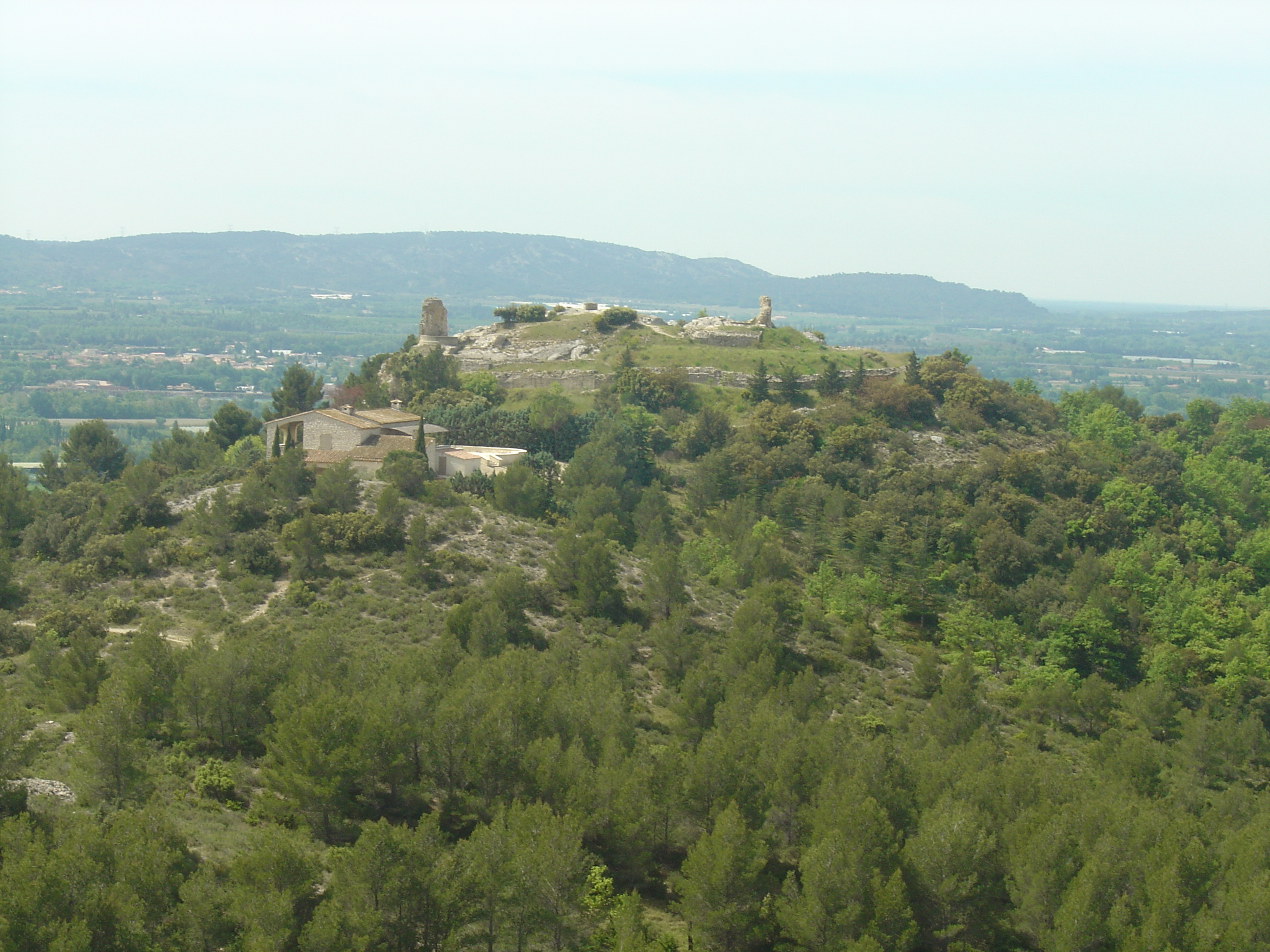
Site du castrum et mémorial vaudois (2014)
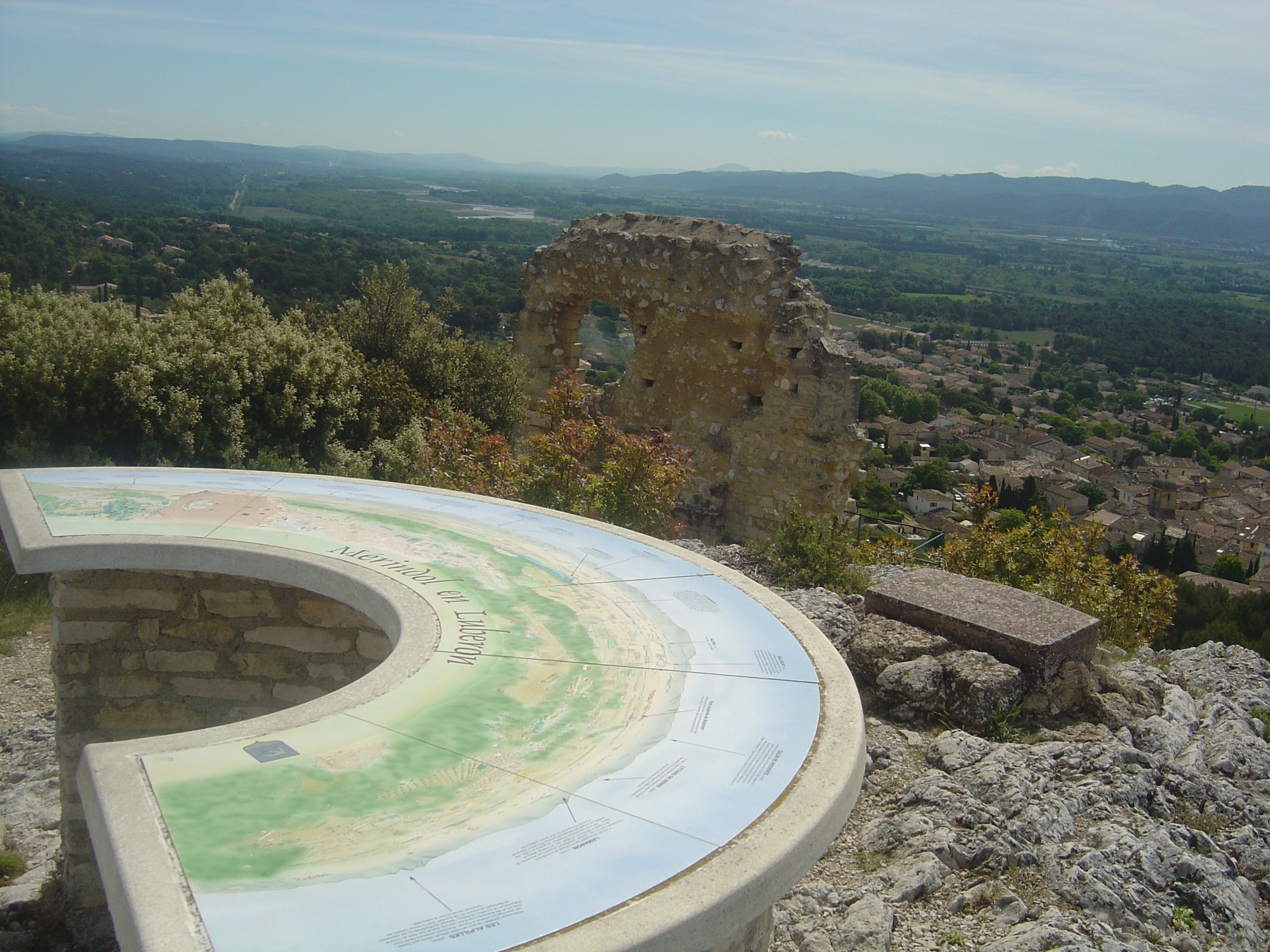
Table d'orientation au vieux château (2014)
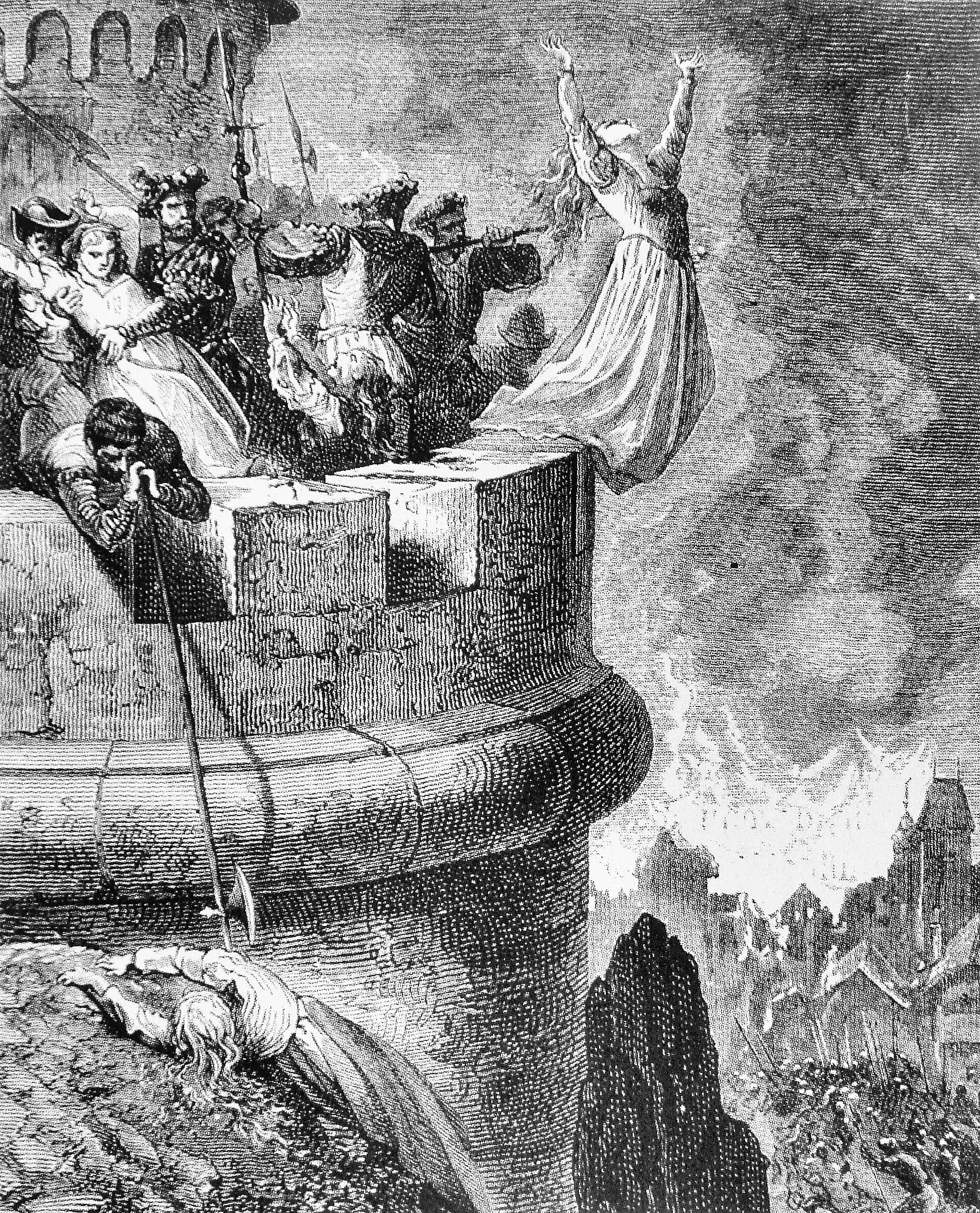
Illustration du Massacre des vaudois de Mérindol, par Gustave Doré (v.1885)
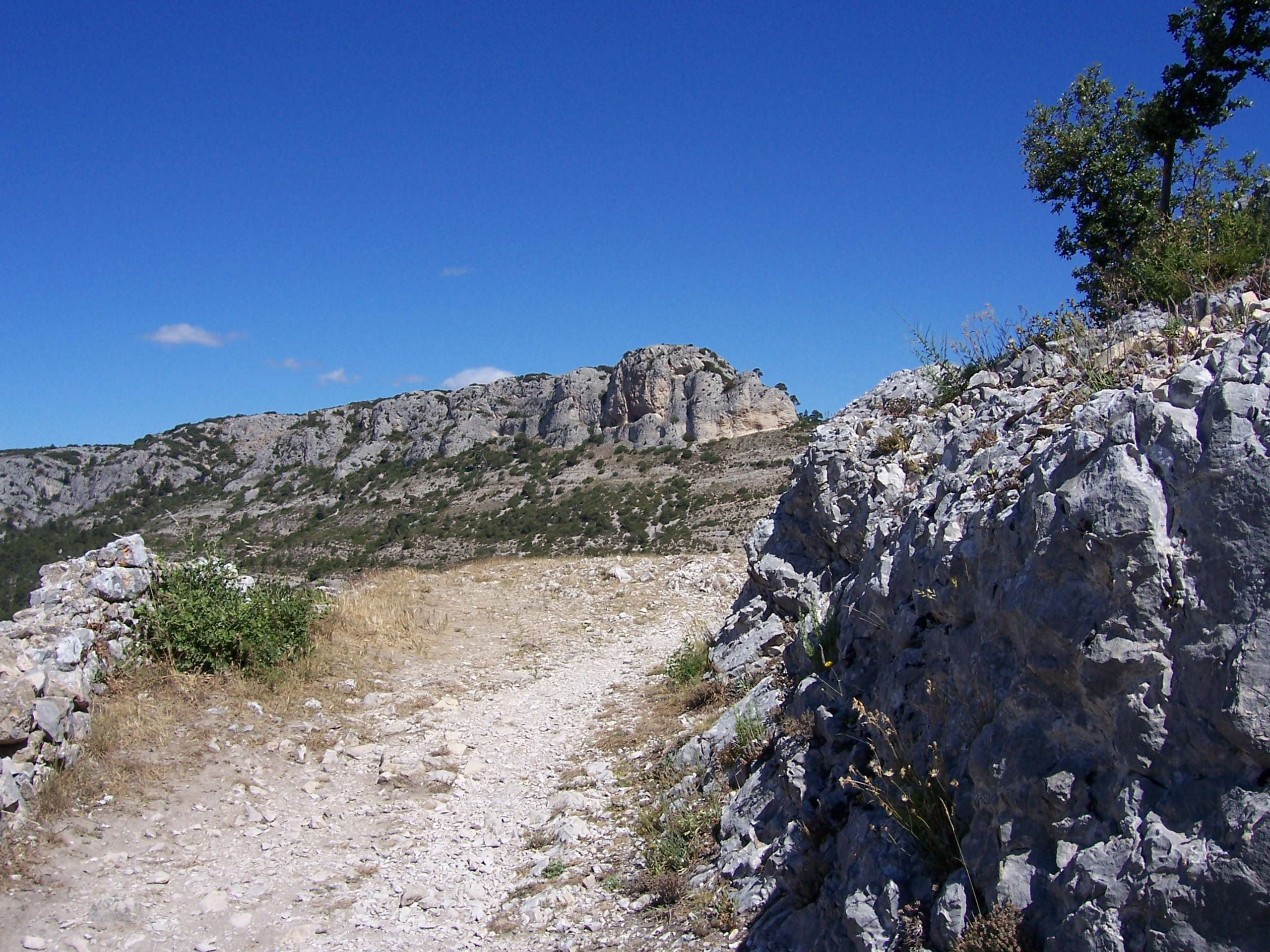
Chemin « du souvenir » à Mérindol (2005)